# ساتومی آرای
ساتومی آرای (انگلیسی: Satomi Arai; ۴ ژوئیهٔ ۱۹۸۰ – ) صداپیشه، و صداپیشه، اهل ژاپن بود. وی از سال ۲۰۰۱ میلادی تاکنون مشغول فعالیت بوده‌است.